# MAYO VISION
『MAYO VISION』（マヨ・ヴィジョン）は、1979年7月1日に発売された、川﨑麻世3枚目のスタジオ・アルバム。規格品番：25AH-758。

## 概要
2022年3月時点で未CD化。

## 収録曲

### SIDE A
1. 21
作詞：小林和子／作曲・編曲：馬飼野康二
2. 哀愁トゥナイト
作詞：松本隆／作曲：筒美京平／編曲：萩田光雄
※原曲歌唱：桑名正博
3. 最高サイクル
作詞：小林和子／作曲：佐瀬寿一／編曲：船山基紀
4. キリマンジャロの雪
作詞：片桐和子／作曲：森岡賢一郎／編曲：馬飼野康二
5. E・S・P
作詞：小林和子／作曲：佐瀬寿一／編曲：船山基紀
6. 最後の楽園
作詞：小林和子／作曲・編曲：馬飼野康二

### SIDE B
全編曲：巣瀬哲夫
1. ヴィレッジ・ピープル・メドレー（Y.M.C.A.〜ゲット・アウェイ・ホリディ〜イン・ザ・ネイヴィー）
2. ゆけゆけ飛雄馬
作詞：東京ムービー企画部／作曲：渡辺岳夫
3. ディスコ・ウルトラセブン
作詞・作曲：P.Suset
4. サンフラワー
日本語詞：小林和子／作曲：N.Diamond